# Martí Luter
Martí Luter (Eisleben, 10 de novembre de 1483 - Eisleben, 18 de febrer de 1546) va ser un teòleg, frare catòlic de l'Orde de Sant Agustí i reformador religiós alemany. La Reforma protestant es va inspirar en les seves ensenyances. Va inaugurar la doctrina teològica i cultural anomenada luterana i va influir en les altres tradicions protestants. La seva exhortació per tal que l'Església tornés als ensenyaments de la Bíblia va impulsar la transformació del cristianisme i va provocar la Contrareforma, com es coneix la reacció de l'Església catòlica romana enfront de la Reforma protestant. Les seves contribucions a la civilització occidental van anar més enllà de l'àmbit religiós, ja que les seves traduccions de la Bíblia van ajudar a desenvolupar una versió estàndard de la llengua alemanya i es van convertir en un model en l'art de la traducció. El seu matrimoni amb Caterina de Bora el 13 de juny de 1525 va iniciar un moviment de suport al matrimoni sacerdotal dins de molts corrents cristians.

## Biografia

### Vida monàstica i acadèmica
El jove Luter es va dedicar per complet a fer vida monàstica, entestant-se a fer bones obres per tal de complaure Déu i servir els altres mitjançant la pregària per les seves ànimes. Es va dedicar amb molta intensitat al dejuni, a les flagel·lacions, a llargues hores d'oració, al pelegrinatge i a la confessió constant. Com més intentava agradar Déu, més s'adonava dels seus pecats.
Johann von Staupitz, el superior de Luter, va concloure que el jove necessitava més treball per distreure's de la seva excessiva reflexió, i va ordenar al monjo que comencés una carrera acadèmica.
El 1507 Luter va ser ordenat sacerdot, i el 1508 va començar a ensenyar Teologia a la Universitat de Wittenberg. Luter va rebre el seu grau de batxiller en Estudis bíblics el 9 de març del 1508. Dos anys després va realitzar una visita a Roma, i va tornar-ne molt decebut per tot el que va veure a la cúria romana.
El 19 d'octubre del 1512, Martí Luter va rebre el grau de Doctor en Teologia i el 21 d'octubre del 1512 va ser «rebut al Senat de la Facultat de Teologia», i li va ser concedit el títol de «doctor en Bíblia». El 1515 fou nomenat vicari del seu orde, i sota la seva responsabilitat restaren onze monestirs.
Durant aquesta època va estudiar el grec i l'hebreu per aprofundir en el significat i els matisos de les paraules utilitzades en les Escriptures, coneixements que després aprofitaria per a la traducció de la Bíblia jueva.

### Teologia de la gràcia de Luter
Les ànsies d'obtenir graus acadèmics van portar Martí Luter a estudiar les Escriptures profundament. Influït per la vocació humanista d'anar ad fontes («a les fonts»), es va submergir en l'estudi de la Bíblia i de l'Església primitiva. A causa d'això, termes com la penitència i la probitat van prendre un nou significat per Luter, convençut ara que l'Església havia perdut la visió de diverses veritats centrals que el cristianisme ensenyava en les Escriptures, una de les més importants era la doctrina de la justificació només per la fe. Luter va començar a ensenyar que la salvació és un regal exclusivament de Déu, donat per la gràcia a través de Crist i rebut només per la fe.
Més tard, Luter va definir i va reintroduir el principi de la distinció pròpia entre la llei de Moisès i els Evangelis, que reforçava la seva teologia de la gràcia. Com a conseqüència, Luter creia que el seu principi d'interpretació era un punt de partença essencial en l'estudi de les Escriptures. Va notar que la manca de claredat en distingir la Llei de Moisès dels Evangelis era la causa de la comprensió esguerrada de l'Evangeli de Jesús a l'Església de la seva època, institució a la qual responsabilitzava d'haver creat i fomentat molts errors teològics fonamentals.

### La controvèrsia per les indulgències

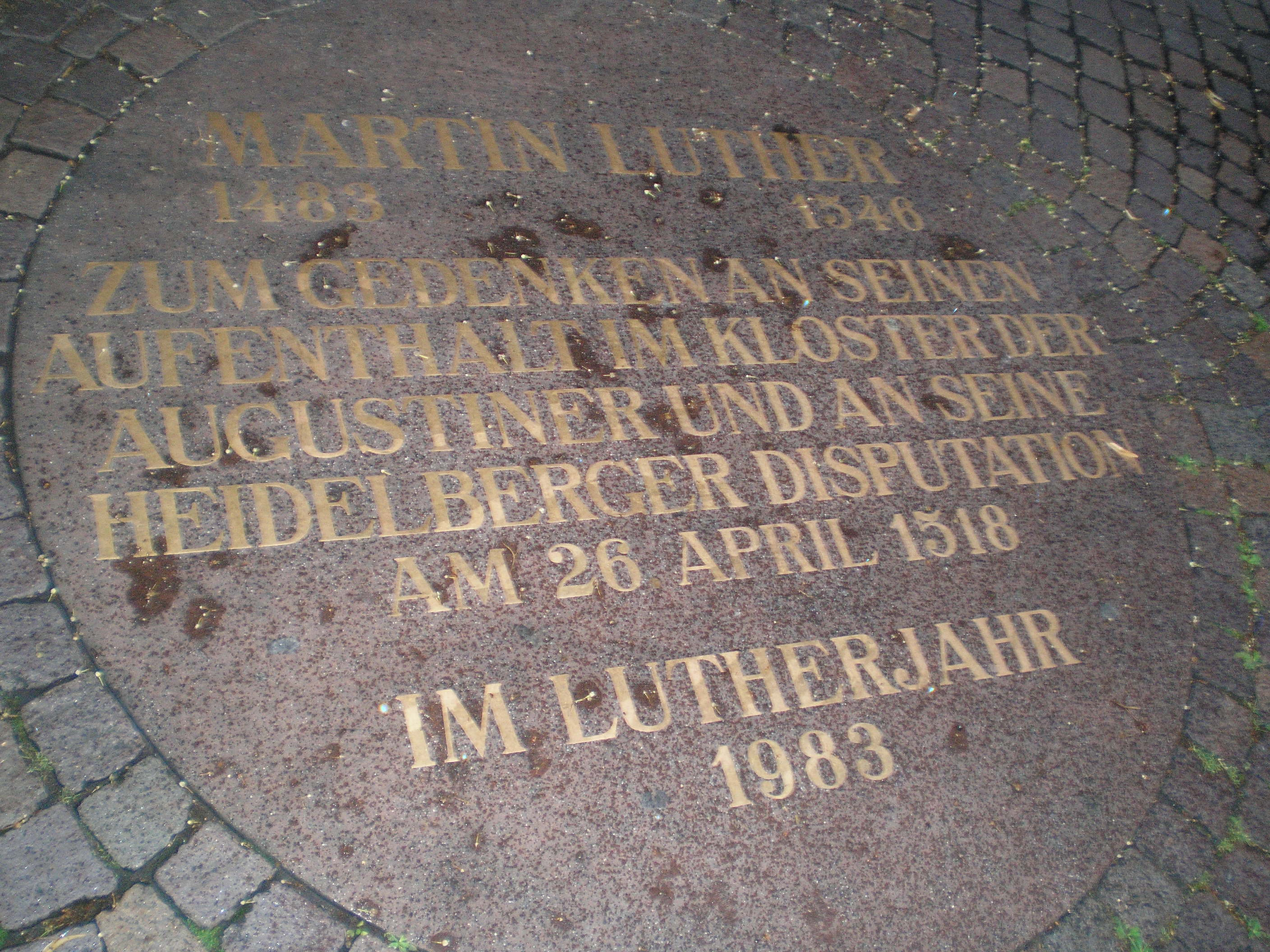
Homenatge a Luter en un carrer de Heidelberg

A més dels seus deures com a professor, Martí Luter va servir com a predicador i confessor a l'església de Santa Maria de la ciutat. També predicava habitualment en l'església del Palau, que també era anomenada de Tots Sants, perquè tenia una col·lecció de relíquies recopilada per Frederic III de Saxònia. Va ser durant aquest període quan el jove sacerdot es va adonar dels efectes d'oferir indulgències als feligresos a canvi de diners.
Una indulgència és la remissió (parcial o total) del càstig temporal, que encara es manté, pels pecats després que la culpa ha estat eliminada per absolució. En aquella època, qualsevol persona podia comprar una indulgència, fos per si mateix o per als seus parents morts que romanien en el Purgatori. El frare dominic Johann Tetzel havia estat reclutat per viatjar pels territoris episcopals d'Albert de Brandenburg (arquebisbe de Magúncia) venent indulgències, amb l'objectiu de finançar l'edificació de la basílica de Sant Pere, a Roma.
Luter va veure aquest tràfic d'indulgències com un abús que podria confondre la gent i portar-la a confiar només en les indulgències comprades, deixant de banda la confessió i el penediment veritable. Luter va predicar tres sermons contra les indulgències el 1516 i el 1517. Però el seu enuig va seguir creixent i, segons la tradició, el 31 d'octubre de 1517 va clavar les noranta-cinc tesis, en llatí, contra la venda d'indulgències a la porta de l'església del Palau de Wittenberg, com una invitació oberta a debatre. Les tesis condemnaven l'avarícia i el paganisme en l'Església com un abús, i demanaven una disputa teològica sobre el que les indulgències podien significar. Tanmateix, en elles no qüestionava directament l'autoritat del papa per concedir indulgències.
Les noranta-cinc tesis de Martí Luter van ser traduïdes ràpidament a l'alemany i àmpliament copiades i impreses. Al cap de dues setmanes s'havien difós per tota Alemanya i, passats dos mesos, per tot Europa. Aquest va ser un dels primers casos de la història en què la impremta va tenir un paper important, ja que facilitava una distribució més senzilla i àmplia de qualsevol document.

### Resposta del papat
Després de no fer cas de Luter, dient que era un «borratxo alemany el qui va escriure les tesis» i afirmant que «quan estigui sobri, canviarà de parer», el papa Lleó X va ordenar el 1518 al professor dominic de teologia Silvestre Mazzolini que investigués el tema. Aquest va denunciar que Luter s'oposava de manera implícita a l'autoritat del summe pontífex, en mostrar desacord amb una de les seves butlles, per la qual cosa va declarar Luter heretge i va escriure una refutació acadèmica de les seves tesis. En ella va mantenir l'autoritat papal sobre l'Església i va condemnar cada «desviació» com una apostasia. Luter va replicar de la mateixa manera i es va iniciar una controvèrsia.
Mentrestant Luter va prendre part en la convenció augustiniana a Heidelberg, on va presentar una tesi sobre l'esclavitud del pecat en l'home i sobre la gràcia divina. En el decurs de la controvèrsia per les indulgències, el debat es va elevar fins al punt de dubtar del poder absolut i de l'autoritat del papa, a causa del fet que les doctrines de la «Tresoreria de l'Església» i de la «Tresoreria dels Mèrits», que servien per reforçar la doctrina i la pràctica de les indulgències, es fonamentaven en la butlla Unigenitus (1343) del papa Climent VI. Arran de la seva oposició a aquesta doctrina, Luter va ser qualificat d'heretge, i el papa, decidit a eliminar els seus punts de vista, va ordenar cridar-lo a Roma, viatge que no es va realitzar per problemes polítics.
Luter, que abans professava una obediència implícita a la jerarquia eclesiàstica, negava ara obertament l'autoritat papal i apel·lava que s'efectués un concili. També declarava que el papat no formava part de la immutable essència de l'Església original.
Desitjant mantenir-se en termes amistosos amb el protector de Luter, Frederic el Savi, el papa va fer un intent final d'assolir una solució pacífica al conflicte. Una conferència amb el camarlenc papal Karl von Miltitz a Altenburg, el gener del 1519, va portar Luter a decidir guardar silenci mentre ho fessin els seus oponents, va escriure una humil carta al papa i va compondre un tractat demostrant els seus respectes a l'Església catòlica. La carta escrita mai va ser enviada, atès que no contenia cap retractació. En el tractat que va compondre més tard, Luter va negar qualsevol efecte de les indulgències al purgatori.
Quan Johann Eck, establert a Carlstadt i col·lega de Luter, fou desafiat a un debat a Leipzig, Luter es va unir a aquest debat (27 de juny - 18 de juliol del 1519), en el curs del qual va negar el dret diví del soli papal i l'autoritat de posseir el «poder de les claus», que segons ell havia estat atorgat a l'Església (com a congregació de fe). Va negar que fos necessari que l'Església catòlica estigués sota l'autoritat del papa per a la salvació, i va defensar la validesa de l'Església ortodoxa de l'orient. Després del debat, Johann Eck va assegurar que havia forçat Luter a admetre la semblança de la seva pròpia doctrina amb la de Jan Hus, que havia estat cremat a la foguera.

### Luter reconeix alguns efectes negatius de la Reforma de part d'aquells que la van entendre malament

El segell de Martí Luter

| «                                   | Qui s'hauria posat a predicar, si haguéssim previst que d'això resultarien tants mals, sedició, escàndols, blasfèmies, ingratitud i perversions? Però ja que estem en això, cal tenir bon ànim contra la mala fortuna. | » |
| — O'Hare, Els fets de Luter (I, 74) | |   |

I anuncia els seus fruits:
| «                                                             | Aquest no escoltarà el baptisme, aquell nega el sagrament, l'altre posa un món de diferència entre aquest i l'últim dia: alguns ensenyen que Crist no és Déu, altres ensenyen això i aquells allò altre: hi ha tantes sectes i credos com hi ha caps. Cap talòs és tan rude com quan té somnis i fantasies, i creu haver estat inspirat per l'Esperit Sant i ser un profeta. | » |
| — De Wetter, III, 61. Citat a O'Hare, Els fets de Luter, 208) | |   |

| «                                                | Homes de llinatge, ciutadans, pagesos, totes les classes entenen l'Evangeli millor que jo o Sant Pau; ara són savis i es creuen més educats que tots els ministres. | » |
| — (Walch, XIV, 1360. Citat a O'Hare, ibid., 209) | |   |

| «             | Amb aquesta doctrina, com més s'avança, pitjor es torna el món, és l'obra i el treball d'aquest diable maleït. Bastant es veu com el poble és ara més avar, més cruel, més impúdic, més desvergonyit i pitjor del que era sota el papisme. | » |
| — (WA, I, 14) | |   |

| «                   | Nosaltres, els alemanys, pequem i som esclaus del pecat, vivim en els plaers carnals i ens llancem a la llibertat amb el cor alegre fins a les orelles. Volem obrar a la nostra manera, servir els interessos del diable i ser lliures de fer únicament el que ens complau... Estem molt contents d'haver-nos desempallegat del papa, dels oficials i de les altres lleis, però de saber com s'ha de servir Crist i alliberar-se dels pecats ningú se'n preocupa. | » |
| — (WA, XLVIII, 389) | |   |

### Luter a través dels esdeveniments

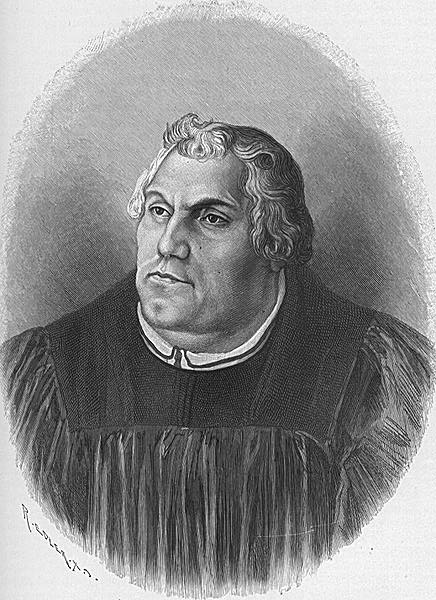
Martí Luter

D'aquesta manera, no hi havia esperances de pau. Els escrits de Luter circulaven àmpliament per França, Anglaterra i Itàlia el 1519, i els estudiants es dirigien a Wittenberg per escoltar Luter, que aleshores publicava comentaris sobre l'Epístola als cristians de Galàcia i la Operatio in Psalmos (Treball en els Salms).
Les controvèrsies generades pels seus escrits van portar Luter a desenvolupar les seves doctrines més a fons, i el seu «Sermó al Sagrament beneït del Vertader i Sant Cos de Crist, i les seves Germandats» va estendre el significat de l'eucaristia al perdó dels pecats per l'enfortiment de la fe en aquells qui la reben, i va donar suport a la realització d'un concili per restituir la comunió.
El concepte luterà d'«Església» va ser desenvolupat en el seu Von dem Papsttum zu Rom (Al papat de Roma), una resposta a l'atac del franciscà Augustin von Alveld a Leipzig (juny 1520); mentre que el seu Sermon von guten Werken (Sermó de Bones Obres), publicat a la primavera del 1520, era contrari a la doctrina catòlica de les bones obres i obres de supererogació (aquelles efectuades per sobre dels termes de la simple obligació), i sostenia que les obres del creient són veritablement bones en qualsevol ambient anomenat secular (o amb qualsevol vocació), ordenat per Déu.

### Els tractats de 1520

#### Preludi en el captiveri babilònic de l'Església
Luter va escriure polèmiques doctrinals en el Preludi en el captiveri babilònic de l'Església, especialment pel que fa als sagraments.
Pel que fa a l'eucaristia, donava suport a que es tornés el calze al laïcat; en l'anomenada qüestió del dogma de la transsubstanciació, afirmava la presència real del cos i la sang de Crist en l'eucaristia, però rebutjava l'ensenyament que l'eucaristia era el sacrifici ofert a Déu.
Pel que fa al baptisme, va ensenyar que portava la justificació només si es combinava amb la fe salvadora en el receptor. Tanmateix, mantenia el principi de la salvació fins i tot per aquells que més tard caiguessin i es reivindiquen.
Sobre la penitència, va afirmar que la seva essència consisteix en les paraules de la promesa d'exculpació rebudes per la fe. Per a ell, només aquests tres sagraments podien ser considerats com a tals, a causa de la seva institució divina i a la promesa divina de salvació connectada amb ells.
Estrictament parlant, només el baptisme i l'eucaristia són sagraments, atès que només ells tenen un «signe visible divinament instituït»: l'aigua en el baptisme i el pa i el vi a l'eucaristia. Luter va negar en el seu document que la confirmació, el matrimoni, l'ordenació sacerdotal i l'extremunció fossin sagraments.

#### A la llibertat d'un cristià
De manera anàloga, el complet desenvolupament de la doctrina de Luter sobre la salvació i la vida cristiana es va exposar en el seu llibre A la llibertat d'un cristià (publicat el 20 de novembre de 1520), on va exigir una completa unió amb Crist mitjançant la Paraula a través de la Fe, la sencera llibertat d'un cristià com a sacerdot i rei sobre totes les coses externes, i un perfecte amor al proïsme.

### L'excomunió de Luter
El papa va advertir Martí Luter el 15 de juny del 1520 amb la butlla Exsurge Domine que s'arriscava a l'excomunió, a menys que en un termini de seixanta dies repudiés 41 punts de la seva doctrina seleccionats dels seus escrits. L'octubre del 1520 Luter va enviar el seu escrit A la llibertat d'un cristià al papa i afegir la frase significativa: «Jo no em sotmeto a lleis a l'hora d'interpretar la paraula de Déu». Mentrestant, hi havia rumors a l'agost que Eck havia arribat a Meissen amb una prohibició papal, la qual es va pronunciar realment el 21 de setembre. Aquest últim esforç de Luter per la pau va ser seguit el 12 de desembre per la crema que feu de la butlla, la qual prenia efecte en un termini de 120 dies, i el decret papal a Wittenberg. Es va defensar en el seu Warum des Papstes und seiner Jünger Bucher verbrannt sind i el seu Assertio omnium articulorum. El papa Lleó X va excomunicar Luter el 3 de gener del 1521 amb la butlla Decet Romanum Pontificem.
L'execució de la prohibició, però, va ser evitada per la relació del papa amb Frederic III de Saxònia i pel nou emperador Carles V que, en veure l'actitud papal cap a ell i la posició de la Dieta, va trobar contraindicat donar suport a les mesures contra Luter. Aquest va anar a Worms on va dir que «aniria allà encara que hi hagués tants dimonis com teules a les teulades».

### Dieta de Worms
El 3 de gener del 1521 va ser publicada a Roma la butlla papal Decet Romanum Pontificem, per la qual Lleó X va excomunicar Luter.
L'emperador Carles V va obrir la Dieta de Worms el 22 de gener del 1521. Luter va ser cridat a denunciar o a reafirmar la seva doctrina i li va ser atorgat un salconduit per garantir-li la seguretat.
Luter es va presentar davant la Dieta el 16 d'abril. Johann Eck, un assistent de l'arquebisbe de Trèveris, va presentar a Luter una taula plena de còpies dels seus escrits. Va preguntar a Luter si els llibres eren seus i si encara creia en el que aquestes obres ensenyaven. Luter va demanar un temps per pensar-se la resposta, que li va ser concedit. Luter resà, va consultar amb els seus amics i mitjancers i es va presentar davant la Dieta l'endemà. Quan es va tractar l'afer a la Dieta, el conseller Eck va demanar a Luter que respongués explícitament: «Luter, rebutgeu els vostres llibres i els errors que contenen?», i Luter va respondre: «Que se'm convenci mitjançant testimonis de l'Escriptura i clars arguments de la raó, perquè no crec ni en el papa ni en els concilis, ja que està demostrat que sovint han errat i es contradiuen a si mateixos; pels textos de la Sagrada Escriptura que he citat, estic sotmès a la meva consciència i lligat a la paraula de Déu. Per això no puc ni vull retractar-me de res, perquè fer alguna cosa en contra de la consciència no és segur ni saludable». D'acord amb la tradició, Luter aleshores va dir aquestes paraules: «No puc fer altra cosa; ¡aquesta és la meva postura! ¡Que Déu m'ajudi!»
En els següents dies es van fer conferències a porta tancada per determinar el destí de Luter. Abans que la decisió fos presa, Luter va abandonar Worms. Durant el seu retorn a Wittenberg va desaparèixer.
L'emperador va publicar l'Edicte de Worms el 25 de maig del 1521, declarant Martí Luter pròfug i heretge, i prohibint-ne les obres.

### Exili al castell de Wartburg

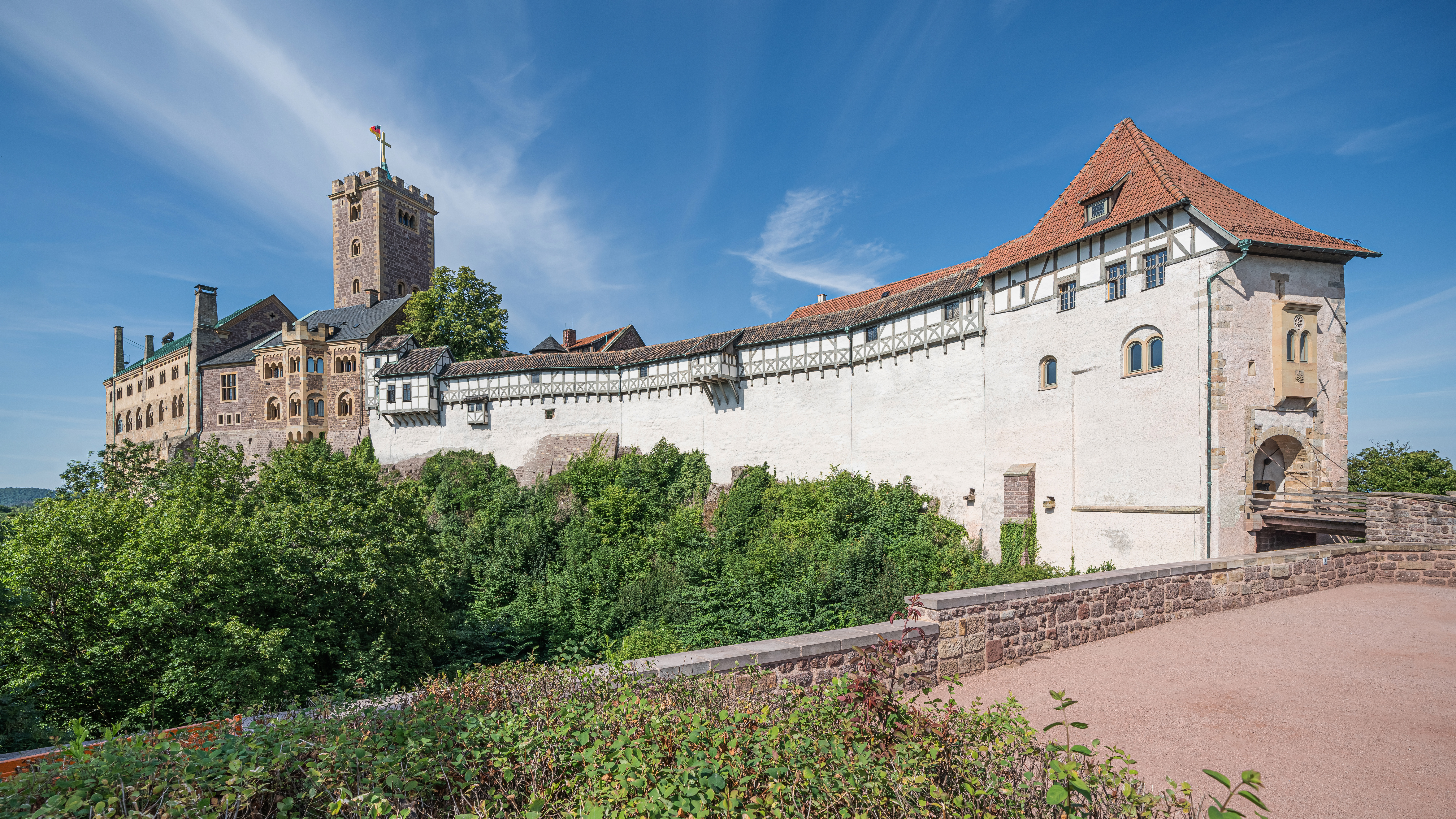
Castell de Wartburg a Eisenach

La desaparició de Luter durant el viatge de tornada de Wittenberg va ser planejada. Federic el Savi va disposar que una escorta emmascarada a cavall capturés Luter i el portés al castell de Wartburg, a Eisenach, on va romandre prop d'un any. Li va créixer una àmplia i brillant barba, va prendre el vestit d'un cavaller i es va assignar el pseudònim de Junker Jörg (Cavaller Jordi). Durant aquest període d'estada forçada, Luter va treballar a pas ferm en la traducció del Nou Testament a l'alemany.
L'estada de Luter a Wartburg va ser el començament d'un període constructiu de la seva carrera com a reformador. En el seu «desert» o «Patmos» de Wartburg (com en deia a les seves cartes), va començar a traduir la Bíblia, i va imprimir el Nou Testament el setembre del 1522. A més d'altres escrits, va preparar la primera part de la seva guia per a rectors i la seva Von der Beichte (Sobre la confessió), en la qual negava la confessió obligatòria i admetia la santedat de les confessions privades voluntàries. També va escriure en contra de l'arquebisbe Albrecht, a qui va obligar a desistir de reiniciar la venda d'indulgències.
En els seus atacs a Jacobus Latomus, va avançar en la seva visió de la relació entre la gràcia i la llei, així com en la naturalesa comunicada per Crist, distingint l'objectiu de la gràcia de Déu per al pecador, que, en creure, és justificat per Déu a causa de la justícia de Crist, de la gràcia salvadora que viu dins de l'home pecador. Al mateix temps va posar èmfasi en la insuficiència del «principi de justificació», en la persistència del pecat després del baptisme i en la inherència del pecat en cada bona obra.

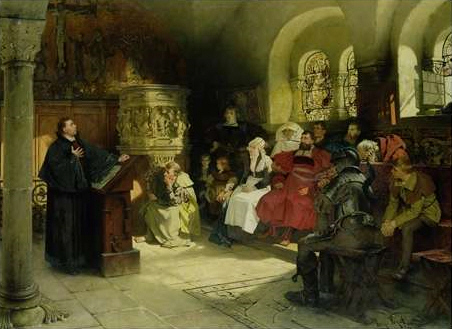
Martí Luter predicant al castell de Wartburg, quadre de Hugo Vogel

Luter sovint escrivia cartes als seus amics i aliats responent o preguntant pels seus punts de vista o per consells. Per exemple, Philipp Melanchthon li va escriure preguntant-li com respondre l'acusació de què els reformistes renegaven del pelegrinatge, del dejuni i d'altres formes tradicionals de pietat. Luter li va respondre l'1 d'agost del 1521: «Si ets un predicador de la misericòrdia, no prediquis una misericòrdia imaginària, sinó una de veritable. Si la misericòrdia és vertadera, has de patir el pecat veritable, no imaginari. Déu no salva aquells que són només pecadors imaginaris. Sigues un pecador i deixa que els teus pecats siguin forts, però deixa que la teva confiança en Crist sigui més forta, i alegra't en Crist, que és el vencedor sobre el pecat, la mort i el món. Cometem pecats mentre estiguem aquí, perquè en aquesta vida no hi ha un lloc on la justícia resideixi. Nosaltres, però, diu Pere (Segona Epístola de Pere 3:13), estem buscant més enllà un nou cel i una nova terra on regni la justícia».

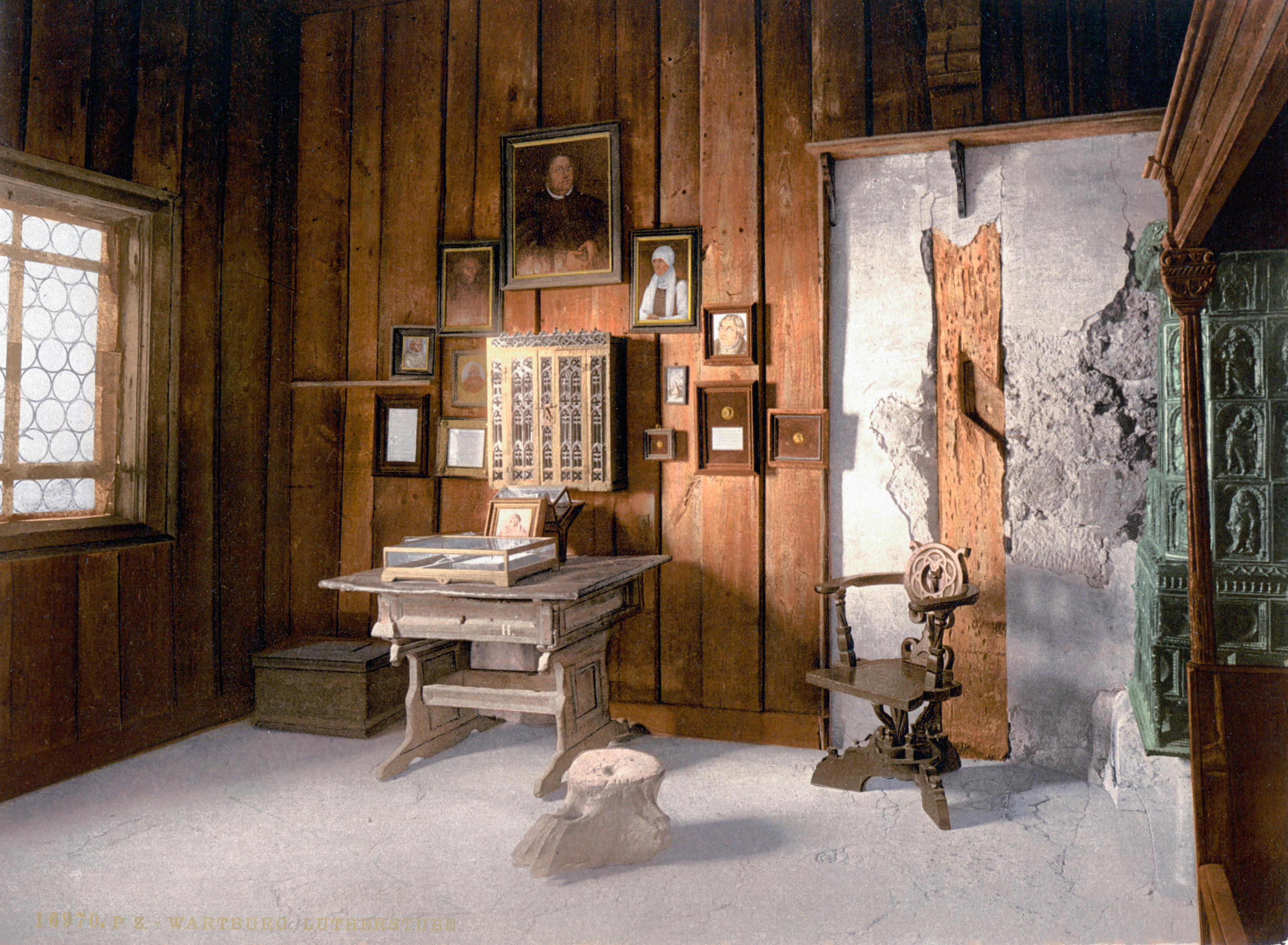
La seva habitació en el castell de Wartburg, a Eisenach

Mentrestant, alguns sacerdots saxons havien renunciat al vot del celibat, en tant que altres van atacar la validesa dels vots monàstics. Luter en el seu De votis monasticis (Sobre els vots monàstics) va aconsellar tenir més cautela, acceptant en el fons que els vots eren generalment presos «amb la intenció de la salvació o la recerca de justificació». Amb l'aprovació de Luter en el seu De abroganda missa privata (Sobre l'abrogació de la missa privada), però en contra de l'oposició ferma del seu prior, el dels agustins de Wittenberg, va fer canvis en les formes d'adoració i va suprimir les misses. La seva violència i intolerància, però, van desagradar Luter, que a principis de desembre va passar uns dies entre ells. En tornar a Wartburg, va escriure Eine Treue Vermahnung... vor Aufruhr und Empörung (Una sincera amonestació per Martí Luter a tots els cristians per guardar-se de la insurrecció i rebel·lió). Tot i així, Carlstadt i l'exagustí Gabriel Zwilling van demandar a Wittenberg l'abolició de la missa privada i de la comunió sota les dues espècies, així com l'eliminació de les imatges de les esglésies i l'abrogació del magisteri.

### Matrimoni i família de Martí Luter

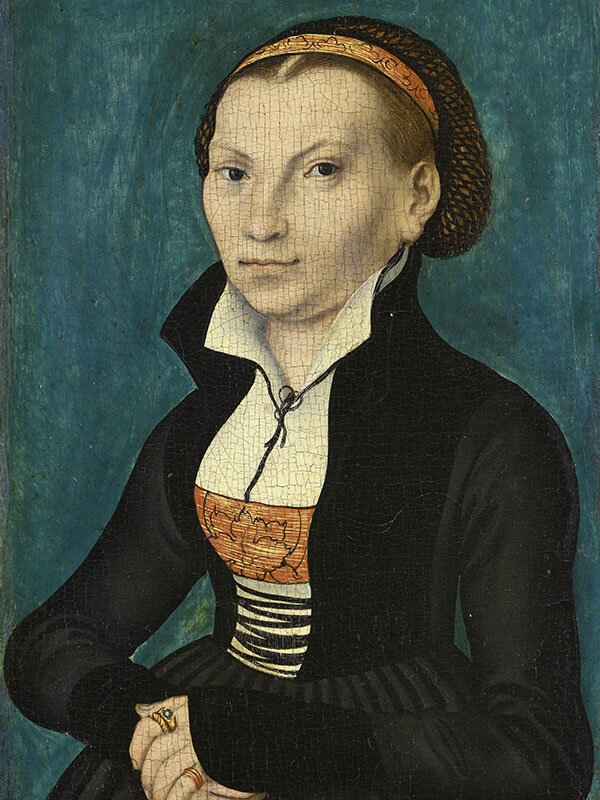
Retrat de Caterina von Bora, esposa de Martí Luter, per Lucas Cranach el Vell, 1526 (Wartburg-Stiftung, Eisenach, Alemanya)

El 8 d'abril de 1523, Luter escriu a Wenceslaus: «Ahir vaig rebre nou monges del seu captiveri al convent de Nimbschen». Luter havia decidit ajudar a escapar dotze monges del monestir cistercenc de Nimbschen, prop de Grimma, a Saxònia, traient-les del convent dintre de bótes. Tres d'elles van marxar amb els seus parents, mentre les altres nou van ser portades a Wittenberg. En aquest últim grup es trobava Caterina de Bora. Entre maig i juny de 1523 es va decidir que la dona s'havia de casar amb un estudiant de la Universitat de Wittenberg, Jerome Baumgärtner, encara que probablement la família li ho va negar. El Dr. Caspar Glatz era el següent pretendent, però Caterina no sentia «ni desig ni amor» per ell. Es va saber que es volia casar amb Luter o amb Nicolau von Amsdorf. Luter sentia que no era un bon marit, ja que havia estat excomunicat pel papa i era perseguit per l'emperador. El maig o a principis de juny del 1525 es va conèixer en el cercle íntim de Luter la seva intenció de casar-se amb Caterina. Per evitar qualsevol objecció per part dels seus amics, va actuar ràpidament: el matí del dimarts 13 de juny del 1525 es va casar legalment amb Caterina, a qui afectuosament anomenava «Katy». Ella es va traslladar a la casa del seu marit, l'antic monestir augustinià de Wittenberg, i van començar a viure en família. Els Luter van tenir tres fills i tres filles:
- Johannes, nascut el 7 de juny de 1526, qui posteriorment estudiaria lleis i arribaria a ser oficial de la cort, i moriria el 1575.
- Elizabeth, nascuda el 10 de desembre del 1527, va morir prematurament el 3 d'agost del 1528.
- Magdalena, nascuda el 5 de maig de 1529, va morir en els braços del seu pare el 20 de setembre del 1542. La seva mort va ser molt dura per Luter i Caterina.
- Martin, fill, nascut el 9 de novembre del 1531, va estudiar Teologia però mai va tenir un nomenament pastoral regular abans de la seva mort el 1565.
- Paul, nascut el 28 de gener del 1533, va ser metge, pare de sis fills i va morir el 8 de març del 1593, continuant la línia masculina de la família de Luter mitjançant Joan Ernest, que s'extingiria el 1759.
- Margaretha, nascuda el 17 de desembre del 1534, casada amb el noble prussià George von Kunheim, però va morir el 1570 a l'edat de 36 anys; el dels seus descendents és l'únic llinatge de Luter que es manté fins a l'actualitat.

### La Guerra dels camperols
La Guerra dels camperols (1524-1525) va ser una resposta de la prèdica de Luter i altres reformadors. Les revoltes de la pagesia havien existit en petita escala des del segle xiv, però ara molts pagesos creien erròniament que l'atac de Luter a l'Església i a la jerarquia eclesiàstica significaven que els reformadors els ajudarien en el seu atac a les classes dominants. Atès que els sublevats percebien lligams profunds entre els prínceps seculars i els prínceps de l'Església, interpretaven equivocadament que Luter, en condemnar els segons, condemnava també els primers. Les revoltes van començar a Suàbia, Francònia i Turíngia el 1524, i obtingueren suport entre els camperols i nobles afectats, molts dels quals tenien molts deutes en aquest període. Quan Thomas Müntzer va arribar a ser líder del moviment, les revoltes van desembocar en una guerra, que va tenir un paper important en la fundació del moviment anabaptista.
Inicialment, Luter semblava donar suport als camperols, condemnant les pràctiques opressives de la noblesa que havien incitat molts pagesos. Luter depenia del suport i la protecció dels prínceps i la noblesa, i tenia por d'indisposar-los en contra seu. A Contra les hordes d'assassins i lladres de la pagesia(1525) incentivava la noblesa a què castigués ràpidament i sagnantment els pagesos. Molts dels revolucionaris van considerar les paraules de Luter com una traïció. Altres van desistir en adonar-se que no hi havia suport ni de l'Església ni del seu oponent principal. La guerra a Alemanya va acabar el 1525, quan les forces rebels foren massacrades pels exèrcits de Felip I de Hessen i de Jordi de Saxònia a la batalla de Frankenhausen, en la qual sis mil sublevats van perdre la vida. En total van morir durant tot el conflicte entre cent mil i cent trenta mil sublevats, segons diferents estimacions.

### La Bíblia alemanya de Luter

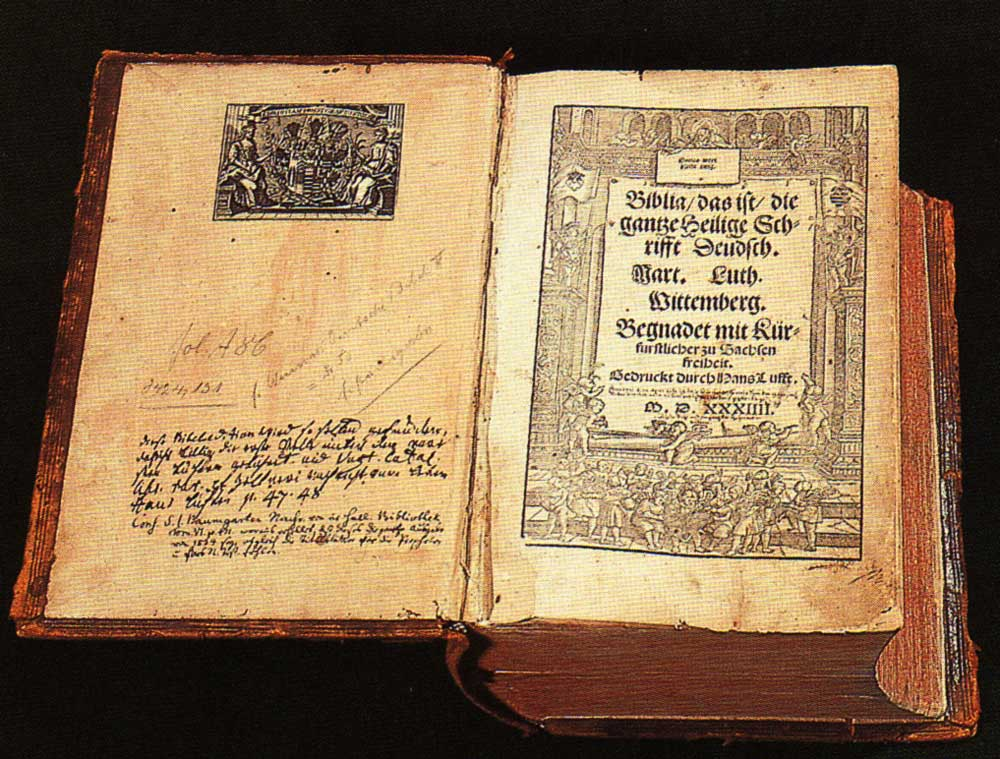
Bíblia de Luter de 1534

Luter va traduir la Bíblia a l'alemany per fer-la més accessible al comú de la gent i per erosionar la influència de la jerarquia eclesiàstica i els sacerdots. Va iniciar la tasca durant l'estada al castell de Wartburg el 1521, i inicialment només incloïa el Nou Testament. Va utilitzar una edició grega d'Erasme, text que més tard va ser anomenat Textus Receptus. Durant la traducció va fer visites als pobles i mercats propers per escoltar com parlava la gent i així poder escriure la traducció en un llenguatge col·loquial. La traducció es va publicar el setembre del 1522.
Luter tenia una mala percepció del llibre d'Ester, Hebreus, Jaume, Judes i de l'Apocalipsi. Anomenava l'epístola de Sant Jaume una «epístola de palla», perquè trobava que era molt poc el que apuntava a Crist i la seva obra salvadora. També tenia dures paraules per a l'Apocalipsi, del qual deia que no podia «de cap manera detectar que l'Esperit Sant ho hagi produït». Tenia raons per a qüestionar l'apostolicitat d'aquests llibres, pel fet que l'església primitiva els catalogués com antilegomena, el que significava que no eren acceptats sense reserves, al contrari que els canònics. Tanmateix, Luter no els va eliminar de la seva edició de les Escriptures. Luter va incloure com a apòcrifs aquells passatges que, trobant-se en la dels Septuaginta grega, no ho estaven en els textos Masorètics disponibles aleshores. Aquests van ser inclosos en les primeres traduccions, però després foren omesos i qualificats com de «bona lectura», però no com Paraula inspirada per Déu. L'exclusió d'aquests textos va ser adoptada des d'un començament per gairebé tots els evangèlics.
La primera traducció completa a l'alemany, amb l'Antic Testament, es va publicar el 1534, en sis volums, i va ser producte de l'esforç comú de Luter, Johannes Bugenhagen, Justus Jonas, Caspar Creuziger, Philipp Melanchthon, Matthäus Aurogallus i George Rörer. Luter va continuar refinant la seva traducció durant la resta de la seva vida, treball que va ser pres com a referència per a l'edició de 1546, l'any de la seva mort. Com s'ha esmentat anteriorment, el treball de traducció de Luter va ajudar a estandarditzar l'alemany del Sacre Imperi (des del qual es construiria la nació alemanya, al segle xix), és considerat com un dels pilars de la literatura alemanya i va contribuir a la formació de la consciència nacional alemanya.
Martí Luter, en el seu comentari sobre sant Joan, va reconèixer que la Bíblia ve de l'Església catòlica apostòlica i romana: «Estem obligats d'admetre als papistes que ells tenen la Paraula de Déu, que l'hem rebut d'ells, i que sense ells no en tindríem cap coneixement».

### Transformacions en la litúrgia i el govern de l'església
Luter va revisar la litúrgia en el seu Deutsche Messe (Missa Alemanya) del 1526, on va estipular com havien de ser els cultes diaris i la catequesi. Tot i així, s'oposava a una nova llei de formes i va instar que es mantinguessin les altres litúrgies. Encara que Luter basava la llibertat cristiana en aquestes matèries, també estava a favor de mantenir i establir uniformitat litúrgica entre aquells que compartien la mateixa fe en una mateixa regió. Va veure en la uniformitat litúrgica una expressió física d'unitat en la fe, mentre que la variació litúrgica era un possible indicador de variació doctrinal. No considerava una virtut el canvi litúrgic, especialment quan era fet per persones o congregacions, car li complaïa conservar i reformar el que l'església havia heretat del passat. Conservar el baptisme d'infants, per tradició, en contra de l'oposició de l'anabaptisme, que només admetia el baptisme d'adults, per la qual cosa va condemnar els seus membres.
La transformació gradual de l'administració del baptisme es va realitzar en el Taufbüchlein (Quadernet baptismal) (1523, 1526).
El maig del 1525 va tenir lloc a Wittenberg la primera ordenació evangèlica. Luter havia rebutjat la visió catòlica romana de l'ordenació com un sagrament. Un servei d'ordenació, amb la imposició de mans juntament amb una oració en un servei congregacional solemne, era considerat suficient.
Per suplir la manca d'altes autoritats eclesiàstiques deguda al fet que molt pocs bisbes van adoptar la doctrina reformadora en terres alemanyes, Luter va sostenir a partir de 1525 que les autoritats seculars haurien de prendre part en l'administració de l'església. Aquestes tasques no eren necessàriament exclusives de les autoritats seculars, i Luter hauria preferit que recaiguessin en mans d'un episcopat evangèlic. Va declarar el 1542 que els prínceps evangèlics només serien «bisbes d'urgència» i va preconitzar que els poders eclesiàstics poguessin ser ostentats per congregacions cristianes, si bé va decidir esperar el curs dels esdeveniments i veure què feien els rectors i estudiosos perquè descobrissin per ells mateixos quines eren les persones apropiades. Els resultats del seu viatge a Saxònia (1527-29) li va fer veure que els rectors i estudiosos no estaven preparats per a aquesta responsabilitat, i que era necessari que es mantinguessin les estructures eclesiàstiques tal com foren dissenyades al principi de la Reforma.
Luter va tenir especial interès per l'educació. En els seus diàlegs amb George Spalatin el 1524 es va planejar un sistema escolar, declarant que era deure de les autoritats civils el proveir escoles i el vetllar perquè els pares enviessin els seus fills a elles. També donava suport a l'establiment d'escoles primàries per a l'educació femenina.
Mentrestant, les esglésies luteranes a Escandinàvia i molts estats bàltics van mantenir l'episcopat apostòlic i la successió apostòlica, fins i tot aquelles que havien adoptat la teologia antipapista de Luter.

### Visions eucarístiques i controvèrsies
La naturalesa de l'eucaristia va esdevenir un tema important en la vida de Luter.
Rebutjava la doctrina catòlica romana de la Transsubstanciació, però mantenia la presència real del cos i la sang de Crist sota el pa i vi sacramentals. Basava el significat literal de les paraules «Aquest és el meu cos», «Aquesta és la meva sang». Va sintetitzar les seves creences sobre el tema en el seu Catecisme menor en escriure: «¿Què és el Sagrament de l'Altar? És el veritable cos i sang de nostre Senyor Jesucrist en el pa i el vi, lliurat a nosaltres cristians per menjar i beure, instituït per Crist mateix». Refusant de definir el misteri de l'Eucaristia amb conceptes com la Consubstanciació, Luter va utilitzar l'analogia patrística de la doctrina de la Unió Personal de dues naturaleses en Jesucrist per il·lustrar la seva doctrina eucarística «per analogia del ferro posat en el foc on ambdós, foc i ferro, units en el ferro roent, es mantenen malgrat tot sense canvi», un concepte que ell va anomenar «Unió Sacramental».
La doctrina de Luter es diferenciava de la de Carlstadt, Zwingli, Leo Jud i Œcolampade, que rebutjaven la presència real. Carlstadt, Zwingli i Œcolampade donaven diferents interpretacions a l'estipulat per Crist: Carlstadt interpretava l'«Això» d'«Això és el meu cos» com l'acció de Crist apuntant-se a si mateix. Zwingli interpretava l'«és» com «significa» i Œcolampade interpretava «meu cos» com «un signe del meu cos». En la controvèrsia que es va suscitar, Luter li respon a Œcolampade en el prefaci de Syngramma Suevicum (Escrits suabis), on exposa els seus punts de vista al Sermon von den Sakramenten... Wider die Schwärmgeister (Sermó al Sagrament... Contra els esperits Fanàtics) i a Dass diese Worte... noch feststehen (Aquestes paraules... Encara es mantenen ferms), i més exhaustivament a Vom Abendmahl Christi Bekenntnis (Confessió respecte al Sopar del Senyor) (1528).
A causa dels perills de les mesures de la Segona Dieta d'espires a 1529 contra el protestantisme, i a la coalició de l'emperador amb França i el Papa, el Landgravi Felip desitjava una unió de tots els reformistes, però Luter es va declarar oposat a qualsevol aliança que ajudés l'heretgia, encara que va acceptar la invitació del Felip a assistir a una conferència a Marburg (1529) per resoldre les matèries en controvèrsia. En aquesta dieta, el 19 d'abril d'aquest any, 19 delegats, 5 prínceps i 14 ciutats van protestar contra la derogació de la treva de tolerància acordada a la Dieta de Worms, i per això es va anomenar «protestants» als partidaris de Luter. A Marburg, Luter es va enfrontar a Œcolampade, mentre que Melanchthon fou antagonista de Zwingli. Encara que van establir una harmonia no esperada en altres aspectes, no es va poder assolir un acord en l'Eucaristia. Luter refusà anomenar els seus oponents «germans», encara que els volia pau i amor. Luter estava convençut que Déu havia encegat els ulls de Zwingli, puix que no podia veure la doctrina veritable del Sopar del Senyor. Amb el seu habitual estil polèmic, Luter va denunciar Zwingli i els seus seguidors denominant-los «fanàtics» i «dimonis».
Els mateixos prínceps havien subscrit els Articles Schwabach, sostinguts per Luter com una condició per l'aliança amb ell. Les bases de Luter en matèria de doctrina eucarística partien de l'enteniment simple i directe de les paraules de Crist, si bé donaven importància al sacrifici corporal de Crist i al fet d'oferir aquest mateix cos als comulgants en l'Eucaristia. Quan Zwingli va excloure la possibilitat de la presència real per la incapacitat de la naturalesa humana de Crist per bilocar-se o estar en un altre lloc que no fos un lloc concret, Luter va reafirmar la integritat de la unió hipostàtica: Crist no està dividit i onsevulla que estigui és Déu, fins i tot com a home. Luter citava com evidència les tres maneres de la presència segons Guillem d'Ockham: «local, circumscrita» (estant en un lloc a la vegada, ocupant espai i tenint pes), «definitiva» (deslligat de l'espai però estant on calgui) i «repleta» (omplint tots els espais a la vegada) per introduir la probabilitat que el cos i la sang de Crist estiguin realment presents en l'Eucaristia.
Luter va sostenir que la sola recepció de la comunió és inútil sense fe. Va insistir que els impius i fins i tot les bèsties que prenen i beuen els elements consagrats, mengen i beuen la sang i el cos de Crist, però el beure i menjar «indigne» els seria jutjat (1a Corintis 11:29). Encara que no compartia la visió que l'Eucaristia fos només una simple commemoració, va reconèixer l'existència d'una dimensió commemorativa. Pel que fa a l'efecte del sagrament en els creients, recordava amb fervor les paraules «va ser lliurat per tots vosaltres», posant així èmfasi en l'expiació i en el perdó mitjançant la mort de Jesucrist.

### Els catecismes menor i major
Frederic III va demanar a Luter a 1528 que visités les esglésies locals per determinar la qualitat de l'educació cristiana que rebia la pagesia. Luter va escriure en el prefaci del catecisme menor, «¡Pietat!, ¡Bon Déu! ¡Quina misèria tan abundant he observat! La gent comú, especialment a les viles, no té coneixement de cap doctrina cristiana, i molts pastors units són incapaços i incompetents per a ensenyar». Com a resposta, Luter va preparar els catecismes menor i major. Es tracta de materials d'instrucció i devoció que Luter considerava com els fonaments de la fe cristiana, entre els quals es trobaven els deu manaments, el credo apostòlic, el parenostre, baptisme, confessió i absolució, l'eucaristia i oracions. El catecisme menor anava dirigit a la gent senzilla, mentre que el major als pastors.

### La Dieta d'Augsburg i la qüestió de la resistència civil
L'aparició d'un enemic comú a tot l'Imperi (l'exèrcit turc) va canviar l'escenari polític: ara Carles V buscava la unitat per poder fer front a la nova amenaça, per la qual cosa es va convocar el 1530 la Dieta d'Augsburg, per tal d'aclarir de manera definitiva la relació de l'Imperi amb el protestantisme. Luter, pròfug de l'Imperi, estava fora de perill a Coburg, inspirant des d'allà el discurs de Melanchthon davant l'emperador. Si bé Martí Luter es va abstenir de mantenir una actitud autoritària, no li va agradar la delicadesa i la cautela de Melanchthon, perquè aquest no va arribar a plantejar canvis doctrinals, excepte el de l'abolició del papat. L'emperador, forçat per la guerra contra els turcs i contra la Lliga Smalkalda (un exèrcit organitzat pels prínceps en defensa del protestantisme), va aconseguir assegurar la unitat mitjançant la Pau de Nuremberg del 1532, que endarreria la solució definitiva del problema fins que se celebrés un Concili General. Des de la Dieta d'espires (1529), el problema s'havia transformat en una cosa molt important. La qüestió radicava en què la Dieta d'espires havia decidit el 1526 que de cap manera acceptaria la imposició de l'Edicte de Worms, que permetia matar Luter sense por a sancions. Aquesta mateixa Dieta consagrava la tolerància religiosa sota el lema «Cuius regio, eius religio» (és a dir, «A cada regió la religió del seu Senyor»). Novament a la Dieta d'espires del 1529, i davant la intenció dels catòlics d'anul·lar la tolerància adoptada el 1526, els reformistes van emetre una irada queixa de protesta, motiu pel qual se'ls anomena des de llavors «protestants». Ara la Pau de Nuremberg establia l'acceptació dels reformistes en el si de l'Imperi. Aquesta situació es va veure forçada per la situació política del moment, ja que si l'emperador s'oposava a la pau, els prínceps es veurien legitimats per realitzar o donar suport a una resistència armada contra Carles V, i el poder començava a estar seriosament amenaçat pels turcs.
Aquest context polític va tenir la seva dimensió teològica en l'anomenada qüestió de la desobediència civil. Fins aquell instant Luter sostenia que de cap manera desobeiria l'emperador, fins i tot si la seva decisió era equivocada. D'aquesta manera es va oposar a qualsevol aliança entre els prínceps, fos ofensiva o defensiva. Martí Luter va mantenir aquesta actitud fins i tot davant la Lliga Smalkalda. Però la seva posició va anar canviant a poc a poc en escoltar l'opinió de juristes que assegurava que, en els casos de notòria injustícia pública, les mateixes lleis imperials atorgaven dret de resistència. Va ser el 1531 quan va acceptar la possibilitat d'adoptar la desobediència civil en el seu escrit Warnung an die liebe Deutschen (1531), sempre que s'efectues «per les causes correctes». Més tard, a cartes escrites en 1539, es retractaria d'aquestes afirmacions.

### Luter i els jueus

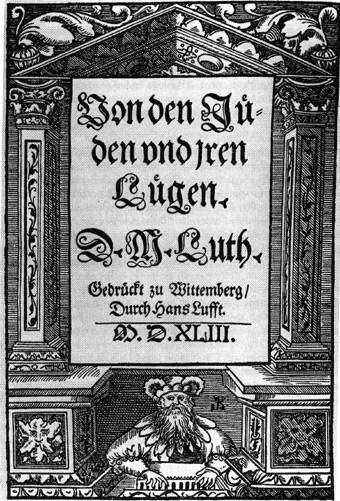

Les opinions de Luter sobre els jueus han estat descrites com a antisemitisme racial o religiós o com a antijudaisme. En els inicis de la seva carrera pensava que els jueus no havien cregut en Jesús a causa dels errors dels cristians i de la proclamació del que per a ell era un evangeli impur. Suggeria que respondrien favorablement al missatge evangèlic si se'ls presentava de la manera adequada. Quan va descobrir que no era així, va atacar amb fúria els jueus.
En el seu Von den Juden und ihren Lügen (Sobre els jueus i les seves mentides), publicat el 1543, va escriure que s'havien de fer contra els jueus accions com cremar les sinagogues, destruir els seus llibres de pregària, prohibir predicar als rabins, «aixafar i destruir» llurs cases, confiscar llurs propietats, confiscar llurs diners i obligar aquests «cucs verinosos» a realitzar treballs forçats o expulsar-los «per sempre». Segons l'opinió del Dr. Robert Michael, sembla que Luter també aprovava l'assassinat de jueus.
Per l'historiador britànic Paul Johnson, «Sobre els jueus i les seves mentides» és el «primer treball de l'antisemitisme modern i un pas de gegant en el camí cap a l'holocaust». Quatre segles després d'haver estat escrits, els nazis van citar els assajos de Luter per justificar la Solució Final. Alguns estudiosos han atribuït la Solució Final nazi directament a Martí Luter. No obstant això, altres van refutar aquest punt de vista.
Des de la dècada del 1980, els grups i organitzacions de l'Església luterana han condemnat aquests escrits, encara que no consideren que Luter fos antisemita.

### Altres escrits de Luter
El nombre de llibres atribuïts a Martí Luter és alt. Tanmateix, alguns estudiosos de Luter creuen que moltes d'aquestes obres van ser almenys esbossades per alguns dels seus amics, com Melanchthon. La fama de Luter els donava una audiència potencial més gran que la que haurien obtingut de ser publicats sota els noms dels seus veritables autors.
La més completa col·lecció dels voluminosos escrits de Luter és la Weimar Ausgabe (Edició de Weimar), que consta de 101 volums, encara que només una fracció d'aquests escrits ha estat traduïda.
Alguns dels seus llibres expliquen com es van establir les epístoles amb el seu cànon, hermenèutica, exegesi i exposició, i mostren com s'integren els llibres de la Bíblia entre si. Destaquen entre ells els escrits sobre l'Epístola als cristians de Galàcia, en els quals es compara a si mateix a l'apòstol Pau en la seva defensa de l'Evangeli (per exemple, el comentari en «Luter i l'Epístola als cristians de Galàcia»).
Luter també va escriure sobre l'administració civil i eclesiàstica i sobre la llar cristiana.
L'estil literari de Luter era polèmic, en part perquè quan l'apassionava un tema arribava a insultar els seus oponents. Igual que altres reformadors, era molt intolerant amb altres creences i amb els punts de vista oposats al seu i això pot haver exacerbat la Reforma protestant a Alemanya.

### Últim viatge de Luter i mort

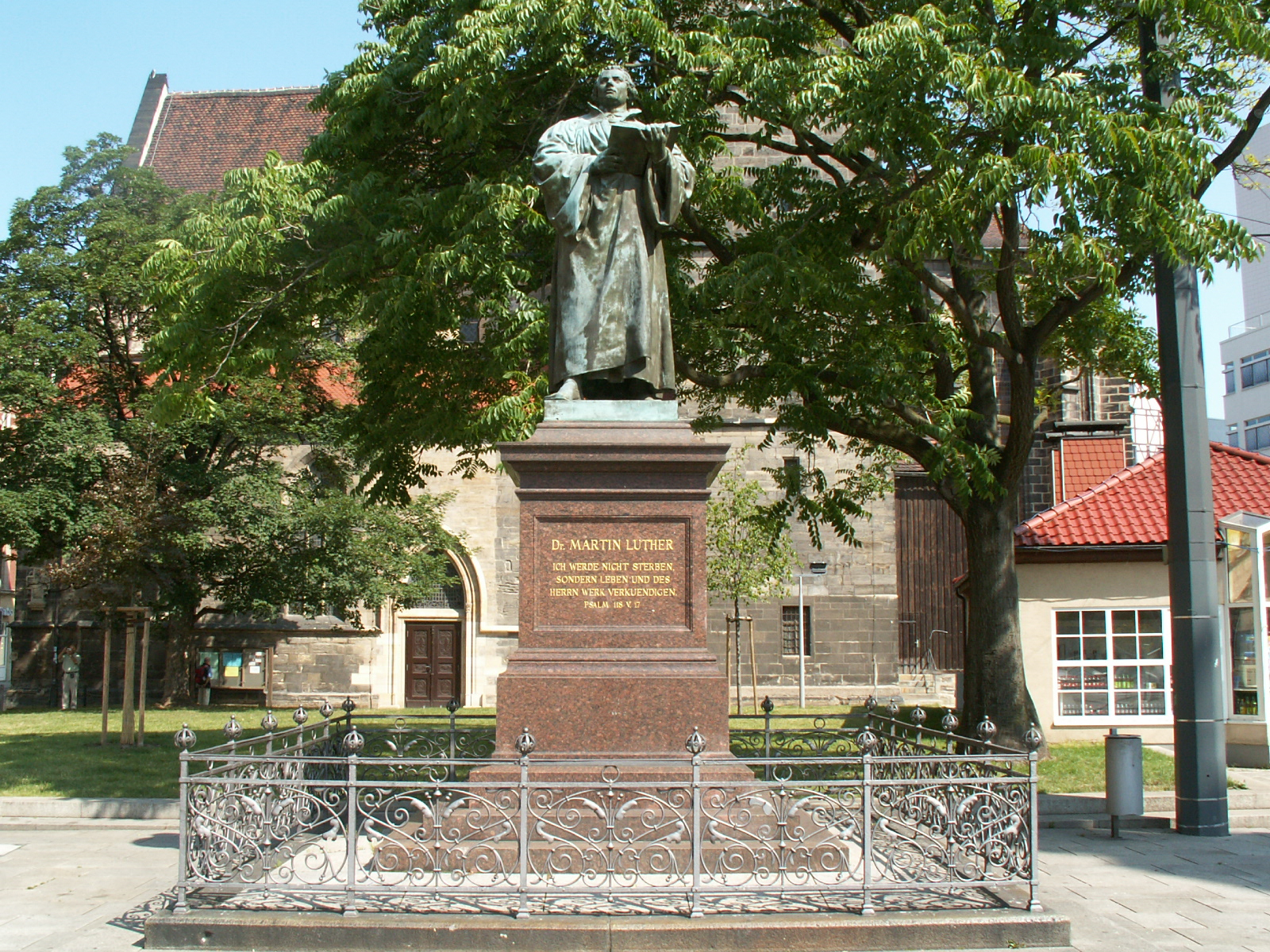
Monument a Martí Luter a Erfurt.

L'últim viatge de Luter a Mansfeld el va realitzar a causa de la seva preocupació per les famílies dels seus germans i germanes, que continuaven en la mina de coure de Hans Luter, que estava amenaçada per les intencions del comte Albrecht de Mansfeld de controlar aquesta indústria per al seu benefici personal. La controvèrsia va involucrar els quatre comtes de Mansfeld: Albrecht, Philip, John George i Gerhard. Luter va viatjar dues vegades cap a fins de l'any 1545 amb l'objectiu de participar en les negociacions per arribar a un acord. Va ser necessària una tercera visita a principis de 1546 per completar les negociacions. El 23 de gener Luter va deixar Wittenberg acompanyat pels seus tres fills. Les negociacions van concloure amb èxit el 17 de febrer. Passades les 8 de la tarda d'aquest dia, Luter va patir dolors al pit. En anar-se'n al llit i va resar dient: «En les teves mans deixo el meu esperit; m'has redimit, oh Senyor, fidel Déu», tal com es pregava habitualment quan arribava l'hora de la mort. A la una de la matinada va despertar amb un agut dolor de pit i va ser embolicat amb tovalloles calentes.
Sabent que la seva mort era imminent, va agrair a Déu per haver-li revelat el seu Fill, en qui ell havia cregut. Els seus companys Justus Jonas i Michael Coelius van cridar: «Reverend pare, està llest per morir confiant en el seu Senyor Jesucrist i confessant la doctrina que va ensenyar en el seu nom?» Un distintiu «sí» va ser la resposta de Luter. Va morir a 3/4 de 3 de la matinada del 18 de febrer del 1546 a Eisleben, la ciutat on va néixer. Va ser sebollit a l'església del palau de Wittenberg, prop de la trona des de la qual havia transformat el cristianisme.

## El seu llegat

Tomus secundus omnium operum, 1562

Martí Luter va ser el principal artífex de la Reforma protestant, en la qual va tenir un paper molt més destacat que altres reformadors. Gràcies a la impremta, els seus escrits es van llegir en tota Alemanya i van exercir influència sobre molts altres reformadors i pensadors, i donaren origen a diverses tradicions protestants a Europa i a la resta del món.
Tant la Reforma protestant com la consegüent reacció catòlica, la Contrareforma, van suposar un important desenvolupament intel·lectual a Europa; per exemple, mitjançant el pensament escolàstic dels jesuïtes en el cas del catolicisme. Per la seva traducció de la Bíblia, Luter és considerat més un dels fundadors de la literatura en alemany.
En els territoris luterans disminueix molt el poder absolut dels reis. Catòlics i protestants van sostenir entre si terribles guerres religioses. Un segle després de les protestes de Luter, una revolta a Bohèmia va provocar la Guerra dels Trenta Anys, un conflicte entre catòlics i protestants que va arrasar gran part d'Alemanya i va posar fi a la vida de prop d'un terç de la població.

## Traduccions al català
- Del serf albir. Dins: Erasme de Rotterdam; Martí Luter: Del lliure albir; Del serf albir. Traducció de Jaume Medina i Joan Carbonell. Edició a cura d'Hèctor Vall. Barcelona: Edicions 62, 1996. ISBN 978-84-297-4219-0
- Explicació del Parenostre. Traducció de Lluís Duch Àlvarez. Barcelona: Publicacions de l'Abadia de Montserrat, 1984. ISBN 978-84-7202-610-0
- La llibertat del cristià. Comentari al Magníficat. La captivitat babilònica de l'Església. Traducció de Joan Vinyes Miralpeix, Emilienne Meier i Joan Vinyes. Barcelona: Edicions Proa, 1996 (Clàssics del Cristianisme, vol. 62). ISBN 978-84-8256-042-7